# خوليو غارمنديا
خوليو غارمنديا (بالإسبانية: Julio Garmendia) هو صحفي ودبلوماسي وكاتب فنزويلي، ولد في 9 يناير 1900 في إل توكويو في فنزويلا، وتوفي في 8 يوليو 2000 في كاراكاس في فنزويلا.